# Zene Baker
Zene Baker (* 30. Mai 1968) ist ein US-amerikanischer Filmeditor.

## Leben
Baker studierte bis zu seinem Abschluss im Jahr 1998 an der North Carolina School of the Arts.
Baker tritt seit dem Jahr 2000, beginnend mit George Washington von David Gordon Green, als Filmeditor in Erscheinung und zeichnete für den Filmschnitt von mehr als 30 Produktionen verantwortlich. Thor: Tag der Entscheidung aus dem Jahr 2017 war seine erste Produktion, bei der er für ein großes Filmstudio arbeitete. Häufiger verantwortete er den Schnitt für Filme, an denen Seth Rogen als Schauspieler und Produzent und gelegentlich Regisseur beteiligt war. Sein Schwerpunkt liegt auf Komödien.
Baker ist Mitglied der American Cinema Editors.

## Filmografie (Auswahl)
- 2000: George Washington
- 2002: Model Solution (The Model Solution)
- 2002: Civil Brand – Zeichen der Gewalt (Civil Brand)
- 2004: Undertow – Im Sog der Rache (Undertow)
- 2007: Shanghai Kiss
- 2007: The Babysitters: Für Taschengeld mache ich alles (The Babysitters)
- 2008: Molly Hartley – Die Tochter des Satans (The Haunting of Molly Hartley)
- 2009: Shopping-Center King – Hier gilt mein Gesetz (Observe and Report)
- 2011: 50/50 – Freunde fürs (Über)Leben (50/50)
- 2011: Five
- 2012: Auf der Suche nach einem Freund fürs Ende der Welt (Seeking a Friend for the End of the World)
- 2013: Das ist das Ende (This is the End)
- 2014: The Interview
- 2014: Bad Neighbors (Neighbors)
- 2015: Die Highligen Drei Könige (The Night Before)
- 2016: Bad Neighbors 2
- 2017: Thor: Tag der Entscheidung (Thor: Ragnarok)
- 2019: Men in Black: International
- 2021: WandaVision (Fernsehserie, 3 Folgen)
- 2022: She-Hulk: Die Anwältin (She-Hulk: Attorney at Law, Fernsehserie)
- 2023: Renfield